# ラベプラゾール
ラベプラゾール（Rabeprazole）とは、プロトンポンプ阻害薬に分類される胃酸分泌抑制薬の1種である。胃潰瘍や十二指腸潰瘍、逆流性食道炎の治療に用いる。先発品はパリエット (Pariet) として、日本、イギリス、ギリシャ、オーストラリア、カナダ、ロシア、ブラジル等で販売されている。日本ではEAファーマ株式会社(製造販売元：エーザイ株式会社)より。後発品も販売される。アメリカでは AcipHex（アシフェックス）として販売されている。

## 作用機序
ラベプラゾールはプロドラッグであり、酸分泌細胞の酸性領域でチオエーテル体（活性体）となりプロトンポンプの活性を阻害することで、胃酸の分泌を抑制する。
なお、アモキシシリンおよびクラリスロマイシンとの併用によるヘリコバクター・ピロリ除菌療法にも用いられる。これはラベプラゾールが胃内のpHを上昇させることで、アモキシシリンおよびクラリスロマイシンの除菌効果を高めるとされている。ヘリコバクター・ピロリ除菌の際は胃酸分泌を強力に抑制するため、他の用途で用いられる時よりも多くラベプラゾールを服用する。

## 効能・効果
- 胃潰瘍[2]
- 吻合部潰瘍[1]
- ゾリンジャー・エリソン症候群[1]
- 十二指腸潰瘍[1]
- 逆流性食道炎[1]
- 非びらん性胃食道逆流症（NERD）[1]
- 低用量アスピリン投与時における胃潰瘍または十二指腸潰瘍の再発抑制
- ヘリコバクター・ピロリの除菌の補助[1]

## 治療
- 逆流性食道炎に対するPPIの分割投与

PPIは、半減期が2時間で内服して10～12時間後には血中から消失するため、1日2回投与が有効とされている。
PPIの中で、ラベプラゾールのみ1日2回投与が保険適用になっている。ただし、ボノプラザンのほうが、半減期が7時間と長く胃酸抑制効果は強いとされている。

## 副作用
主な副作用として、発疹、蕁麻疹、かゆみ、下痢・軟便、便秘、味覚異常、腹痛、腹部膨満感、ALT・AST・LDH・Al‐Pの上昇など。胃癌、食道癌などの悪性腫瘍や他の消化器疾患による症状を隠蔽することがあるので、内視鏡などによりこれらの疾患でないことを確認すること。
重篤な副作用
- ショック、アナフィラキシー
- 汎血球減少、無顆粒球症、血小板減少、溶血性貧血
- 劇症肝炎、肝機能障害、黄疸
- 間質性肺炎
- 中毒性表皮壊死融解症、皮膚粘膜眼症候群、多形紅斑
- 急性腎不全、間質性腎炎
- 低ナトリウム血症
- 横紋筋融解症